# Jeanne Gaillarde

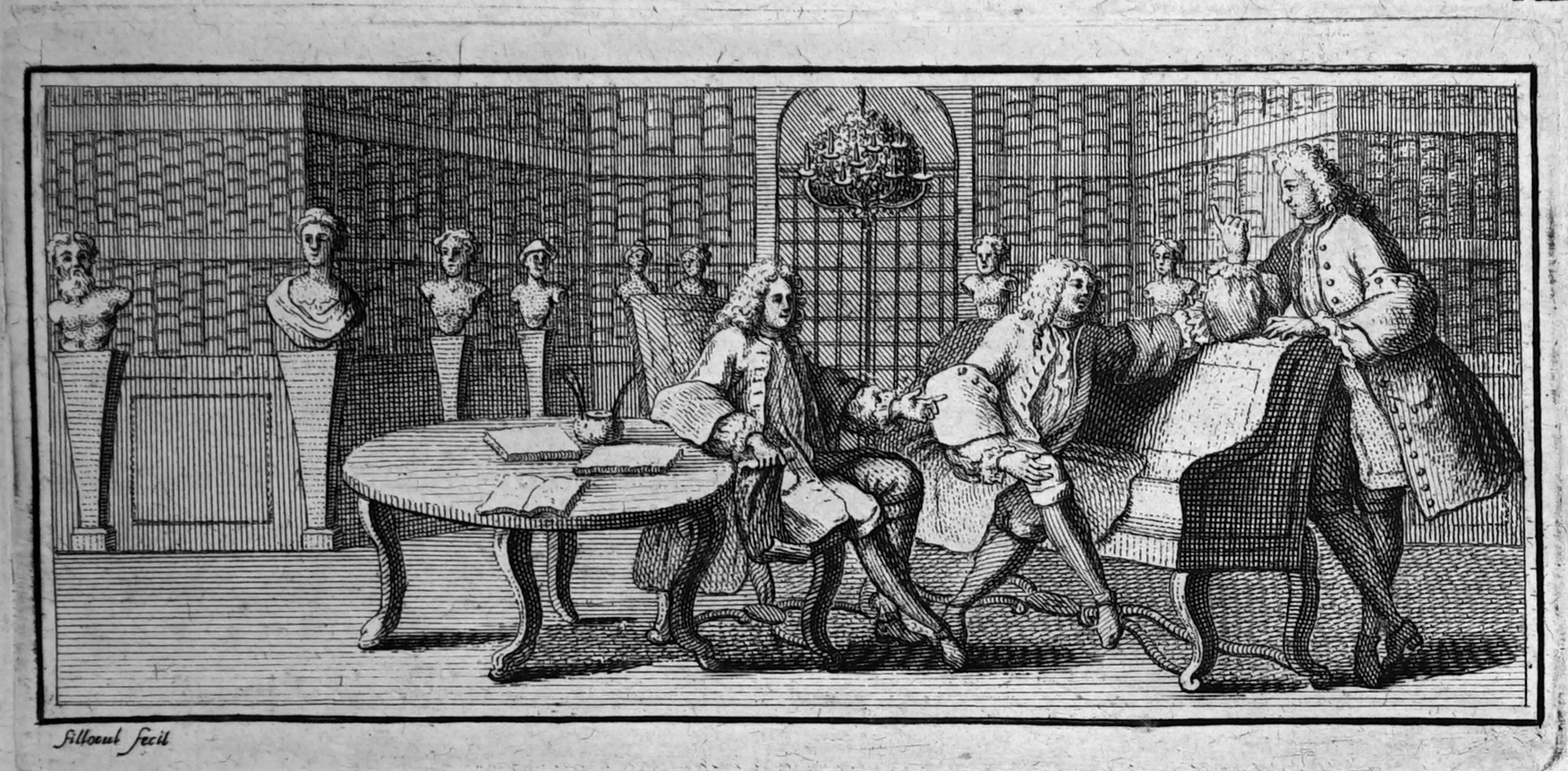
Literair salon van Clément Marot

Jeanne Gaillarde (Lyon, 16e eeuw) was een dichter en literair geschoolde dame in Lyon, in het koninkrijk Frankrijk en dit tijdens de Renaissance.
Tijdens een reis van de koning Frans I van Frankrijk deed deze Lyon aan. Dit was in de jaren 1520-1526. In zijn gevolg zat hofdichter Clément Marot. Marot beschreef nadien in een van zijn dichtwerken Jeanne Gaillarde. Hij omschreef haar als een ‘femme de grand savoir’ of zeer erudiete dame, en voorzien van een ‘plume dorée’ of gouden (schrijf)pen. Marot zag in Jeanne Gaillarde een gelijke van Christine de Pizan. Deze laatste was een bekende feministische auteur en geleerde die meer dan 100 jaar voor Jeanne Gaillarde leefde.
Gaillarde omschreef in haar gedichten wat perfecte liefde moest zijn: goede vriendschap, respect, hoofs, edelmoedig en eerlijk. Zij mat zich met mannelijke schrijvers en dichters. Als tegenpool van deugdelijkheid gaf zij eenmaal ook een politiek commentaar. Zo vond Gaillarde hoogverraad ongepast, waarmee ze waarschijnlijk doelde op het hoogverraad van Karel III van Bourbon. Historici leidden hieruit af dat haar naam moet bekend geweest zijn aan het Franse Hof.